# ستيف كروبر
ستيف كروبر (بالإنجليزية: Steve Cropper)‏ هو عازف قيثارة ومنتج أسطوانات وكاتب أغاني وممثل أمريكي، ولد في 21 أكتوبر 1941 في دورا في الولايات المتحدة.

## وصلات خارجية
- الموقع الرسمي
- ستيف كروبر على موقع IMDb (الإنجليزية)
- ستيف كروبر على موقع الموسوعة البريطانية (الإنجليزية)
- ستيف كروبر على موقع ميوزك برينز (الإنجليزية)
- ستيف كروبر على موقع أول ميوزيك (الإنجليزية)
- ستيف كروبر على موقع ديسكوغز (الإنجليزية)
- ستيف كروبر على موقع قاعدة بيانات الفيلم (الإنجليزية)